# Kaupo Meiel
Kaupo Meiel (* 29. September 1975 in Pärnu) ist ein estnischer Dichter und Kritiker.

## Leben und Werk
Meiel machte 1993 in Pärnu Abitur und studierte anschließend an der Universität Tartu Estnische Philologie. Seit 1999 arbeitet er in verschiedenen Zeitungsredaktionen, unter anderem bei Postimees. Er ist seit 2008 Mitglied des Estnischen Schriftstellerverbands.
Meiel debütierte 2006 und hat seitdem – neben seinem literaturkritischen Werk – regelmäßig weitere Gedichtbände vorgelegt. Während bei seinem Debütband die Kritik noch die stark lektorierende Hand von Sven Kivisildnik, in dessen Verlag das Buch erschien, bemerkte, ist sein späteres Werk eigenständiger geworden. Sein zweiter Band, Estnische Lebensgeschichten, weist formal zwar Parallelen zu Mats Traats Lebensgeschichten aus Harala auf, ist inhaltlich aber vor allem eine Ansammlung von (geistreichen) Wortspielen zu estnischen Berufsbezeichnungen. Mehr und mehr wurde der Humor ein Markenzeichen des Autors, der in einer Rezension zu seinem Buch von 2017 als „bekannter Facebook- und Twitterclown“ bezeichnet wurde.

## Auszeichnungen
- 2016 Orden des weißen Sterns, V. Klasse

## Bibliografie
- Polügrafisti käsiraamat ('Handbuch eines Polygraphen'). Pärnu: Ji 2006. 72 S.
- Eesti elulood ('Estnische Lebensgeschichten'). Pärnu: Ji 2008. 130 S.
- Mu sokid on terved ('Meine Socken sind heile'). Pärnu: Jumalikud Ilmutused 2010. 88 S.
- Pursata Vesuuvile. Ajaluulet ja autori märkusi. ('Brich aus auf den Vesuv. Zeitdichtung und Anmerkungen des Autors'). Saarde, Pärnu: Jumalikud Ilmutused  2013. 105 S.
- Turg on jumal. Esseed ja kriitika ('Der Markt ist Gott. Essays und Kritik'). Pärnu: Jumalikud Ilmutused 2014. 147 S.
- Lühistu koosolek ('Die Versammlung von L.'). Tallinn: Post Factum 2017. 158 S.